# Petreștii de Jos
Petreștii de Jos (del húngaro: Magyarpeterd) es una comuna Rumania, en el distrito de Cluj. Su población en el censo de 2002 era de 1.888 habitantes.
- Datos: Q12725032

1. ↑  Worldpostalcodes.org,código postal n.º 407455.